# Kuczki-Wieś
Kuczki-Wieś [pronunciación en polaco: /ˈkut͡ʂki ˈvjɛɕ/] es un pueblo ubicado en el distrito administrativo de Gmina Gózd, dentro del Condado de Radom, Voivodato de Mazovia, en el este de Polonia central. Se encuentra aproximadamente a 6 kilómetros al oeste de Gózd, a 13 kilómetros al este de Radom, y a 98 kilómetros al sur de Varsovia.